# 버벌진트
버벌진트(Verbal Jint, 본명: 김진태, 1980년 12월 19일 ~ )는 대한민국의 래퍼이다. SNP에서 활동을 하면서 한국말의 다음절 라임의 가능성을 처음으로 널리 제시, 주목을 받았다. 최근 들어서는 오버클래스의 멤버로서, 세련된 플로우로 "King of flow"라는 별명을 사용하면서 자신감에 가득찬 가사와 무대 매너를 선보이고 있다. 그의 이름은 "언어적인"이라는 뜻의 Verbal과 본명에서 나온 별명인 Jint를 합친 것이다.2008년 12월 13일, 오버클래스 공연에서 한양대학교 로스쿨에 합격했다고 밝혔다. 하지만 음악 활동을 위해 로스쿨에서 장기간 휴학을 해오다가 결국 기간이 만료되어 로스쿨에서 제적 처리를 당했다.현재는 아더사이드 소속사 대표이다.

## 학력
- 개일국민학교 (졸업)
- 구룡중학교 (졸업)
- 한영외국어고등학교 (중퇴)
- 고등학교 졸업학력 검정고시
- 서울대학교 경제학 (학사)
- 한양대학교 법학전문대학원 (중퇴)

## 활동
1980년 12월 19일 서울특별시 강동구에서 태어난 그는, 사춘기 때부터 음악에 대해 관심을 쏟게 되었다. 중학교 2학년 때 기타를 배워 한영외국어고등학교(고2때 중퇴) 진학 후 밴드를 조직한 그는, 라디오에서 나오는 힙합 음악을 들으면서 점점 힙합에 몰두하게 되었다. 대학교 진학 후 나우누리 흑인음악 동호회 SNP에 가입하게 되고, 1999년 처음으로 자신의 솔로 창작물인 "Big Brag", "How High School", "반칙" 등을 발표 하며 창작을 시작하였다.
이후 Krucifix Kricc의 데모앨범, Tragic Temple 앨범에 참여하고 "Sex Drive"라는 싱글을 발표하는 등의 활동을 펼쳤으며, 그 앨범에 수록된 "To All the Hiphop Kidz"라는 곡의 강한 비난 어조로 이슈가 됐었다. 그에 이어, 조PD와 DJ Uzi를 향한 노골적인 디스가 담긴, 4WD의 "노자"에 피쳐링한 것으로, 그의 이름은 크게 알려지게 된다. 그가 가진 다음절 라임 스킬이 알려지기도 했다. 이후엔 Krucifix Kricc, B-Soap과 함께 디엔 미쉘 (Dien Michel)이라는 프로젝트 팀으로 몇개의 곡을 발표 하기도 하였다. 2001년 7월 EP "Modern Rhymes"를 발표하였고, 이후 군 입대로 인하여 자신의 창작물 보다는 타 뮤지션들의 음반에 간간히 참여를 하며 활동을 하게 된다.
이후 2004년 데프콘과 Tha Soul Life 결성, 다수의 피쳐링 작업으로 모습을 선보였던 그는, 015B의 정석원에 눈에 띄어 그들의 타이틀곡에 피쳐링하기도 하였고, 2007년에는 EP를 낼 것임을 발표하면서 이전에 하지 않은 공연 활동도 활발히 하였다. 그는 015B 앨범을 통해 친분을 맺은 Kjun, 그리고 이전 SNP 때의 동료 외에 피쳐링 등을 통해 인연을 맺었던 많은 이들과 함께 8월 Overclass 크루의 결성을 발표하였다. 그리고 Overclass의 영향이 한껏 발휘된 앨범 "무명"을 발표, 관심을 모았다.

### 그의 음반 누명
한편 그는 015B 앨범 피쳐링이 인연이 되어 정석원의 레이블과 계약맺고,《누명》을 준비하였다. 이 당시 그는 중복 ID를 사용하여 소울 트레인 등을 욕하는 글을 올렸다는 의심을 받아 큰 논란이 되었으며, 이에 영향을 받은 듯이 《누명》과 관련하여 자신의 다음 카페에 "《누명》은 내 마지막 정규 앨범이 될 것이다"라는, 은퇴를 암시하는 글을 올려 수많은 팬들의 안타까움을 샀다. 힙합플레이야와의 인터뷰에서 그는 "버벌진트가 힙합을 작용하던 그런 방식. 그런 관계 맺는 방식은 이번이 마지막이 될 것 같다"라고 밝혀 정규 앨범은 마지막이지만 은퇴는 아님을 우회적으로 밝혔다. 실제로, 그 후 그는 각종 디지털 싱글 앨범 및 피쳐링, 믹스테입으로 계속 그의 랩을 선보였다.
2009년 3월에는 그의 앨범 누명 이 한국대중음악상 힙합 음반상을 수상하는 영예를 안기도 하였다. 2009년 10월에는 비록 솔로 앨범은 아니었으나 1년 3개월만의 정규앨범 The Good Die Young을 Delly Boi와 함께 발표하였다. 2010년에는 브랜뉴 스타덤에 합류, 4월에 조pd와의 합동 앨범 작업을 하기도 하였다.

### 브랜뉴 스타덤, 그리고 브랜뉴 뮤직 활동
2010년 말 그는 프로듀서 Psycoban과 함께 새 정규 앨범 Go Easy를 작업 중에 있다고 밝혔으며, 12월에 Go Easy에 앞서 미니 앨범 Go Easy 0.5를 발표하고 Go Easy를 2011년 8월 발매되었다. Go Easy는 〈좋아보여〉를 타이틀 곡으로 하고 대중과 매니아들에게 좋은 반응을 얻었으며, 앨범 활동의 일환으로 Verbal Jint는 12월 《더 좋아보여》라는 타이틀의 공연을 주최하였다. 2012년 6월 엠넷에서 기획한 오디션 프로그램 《쇼미더머니》의 출연자로 합류하여 방송을 탔으며, 그의 새로운 앨범 《10년 동안의 오독》이 곧 나올 것이라고 예고하였다. 이 앨범은 본래 "Modern Rhymes 10주년 앨범"이란 이름으로 발표될 것이었으나 제작 과정에서 스케줄 소화와 앨범 작업 간의 조화를 이루지 못하여 11주년인 2012년으로 미루어진 것이었다. 동시에 Go Easy의 후속 앨범인 Go Hard에 대해서는 Go Easy에 비해 폭력적일 것이란 계획 밖에 없다고 밝혔다. 6월에는, 《10년간의 오독》 선싱글로 10cm의 권정열과 함께 한 〈굿모닝〉이 공개되었으며, 그 달에 정규 앨범이 정식 발매되었다. 이 앨범은 Go Easy의 연속선 상으로 그만의 대중적인 스타일을 선보였으며, 타이틀곡 〈충분히 예뻐〉는 음악 프로그램 차트 상위권에 오르는 등 많은 사랑을 받았다.
이후로도 그는 〈시작이 좋아〉, 〈이게 사랑이 아니면〉 등의 곡을 연달아 히트시키면서 명실상부한 유명 래퍼의 반열에 들어섰다. 2013년에는 10년 만에 컴백한 조용필의 타이틀곡 Hello에 랩 피쳐링으로 참여하고, 쇼케이스에도 조용필과 합동 무대를 서 화제를 모았다. 이어 5월에는 윤상의 후임으로 KBS 2FM 《버벌진트의 팝스 팝스》 DJ를 맡아 10월까지 방송을 진행하였다. 이처럼 바쁜 나날을 맞은 버벌진트는 6월 한 인터뷰에서 "갑작스럽게 활동 폭이 넓어지면서 음악 작업에 들일 시간을 찾는데 조금은 어려움을 겪고 있다"며 "생활 패턴의 안정을 찾아가는 동시에 새 정규앨범 《10년 동안의 오독 II》를 작업할 것"이라 밝혔다. 그해 12월에 발표된 싱글 "크리스마스를 부탁해"에서는 대선배격인 신승훈과의 콜라보인 동시에 신승훈의 첫 힙합 가수 피쳐링이어서 많은 화제를 낳기도 하였다.2014년 4월에는 리스너들이 그토록 기다리던 음반인 Go Hard 시리즈의 3부작 중 하나인 Part.1 : 상향평준화의 수록곡인 〈Rewind〉를 자신의 사운드 클라우드 계정을 통해 무료로 공개하였다.
대표곡: Big Brag, How High School, Overclass, 〈사랑해 누나〉, Favorite, 〈투올더힙합키즈 투〉, 〈Tight이란 낱말의 존재 이유〉, Stay Strong, Quiz Show, 〈약속해 약속해〉, 〈좋아보여〉, 〈깨알같아〉, 〈감사감사〉, Classic, 〈굿모닝〉, 〈충분히 예뻐〉, 〈시작이 좋아〉, 〈이게 사랑이 아니면〉, 〈비범벅〉, 〈크리스마스를 부탁해〉, 〈Rewind〉, 〈보통 사람〉, 〈세상이 완벽했다면〉

## 앨범

### 정규 앨범
- 2007년 무명
- 2008년 누명
- 2009년 The Good Die Young
- 2011년 Go Easy
- 2012년 10년 동안의 오독 1
- 2015년 Go Hard Part.1 : 양가치
- 2021년 변곡점

### EP
- 2001년 Modern Rhymes
- 2007년 Favorite
- 2008년 누명 간보기
- 2010년 Go Easy 0.5
- 2015년 여자

### 디지털 싱글
- 2000년 Sex Drive (오프라인 싱글)
- 2008년 놈놈놈 (with Kjun)
- 2008년 취중진담 (with NODO)
- 2009년 마취중진담
- 2009년 Stay Strong (with JA)
- 2011년 어베일러블
- 2011년 넌 내게 모욕감을 줬어
- 2011년 우울한 편지
- 2011년 감사감사 고맙고맙
- 2012년 Classic
- 2012년 굿모닝
- 2013년 시작이 좋아
- 2013년 아마 난 바본가봐 (I'm a fool) (무료 공개)
- 2013년 이게 사랑이 아니면 (If It ain't Love)
- 2013년 비범벅 (Walking in the Rain)
- 2013년 크리스마스를 부탁해
- 2014년 반도의 흔한 랩퍼

### 믹스테입
- 2008년 사수자리 vol.1: 모범라임즈
- 2008년 누명 Afterplay
- 2009년 사수자리 vol.2: 과잉진화
- 2011년 사수자리 vol.3: 둔갑술

### 합작 앨범
- 2010년 Verbal Jint & 조PD - EP 2 the Hard Way

## 출연작

### 방송
- 2011년 SBS MTV 《SBS MTV TOP 20》
- 2011년 ~ 2012년 JTBC 《퀴즈쇼 아이돌 시사회》
- 2012년 MBC 《주병진 토크콘서트》 - 내레이션
- 2012년 Mnet 《Show Me The Money》
- 2012년 tvN 《백지연의 피플 인사이드 버벌진트편》
- 2012년 MBC 《무한도전 러시안 룰렛 편》 - 게임 진행
- 2012년 MBC 《무한도전 네가 가라 하와이 편》 - 미션 전달
- 2013년 KBS Cool FM 《버벌진트의 팝스 팝스》
- 2013년 Mnet 《버벌네트워크》
- 2013년 SBS 《가요대전》
- 2015년 Mnet 《Show Me The Money 4》 - 심사위원 겸 프로듀서
- 2015년 MBC 《미스터리 음악쇼: 복면가왕》
- 2019년 Mnet 《Show Me The Money 8》 - 심사위원 겸 프로듀서 (BGM-v 크루)

### CF
- 2009년 LG텔레콤 OZ 《OZ 100만 시대편》 CF - 내레이션(성우)
- 2010년 LG전자 《옵티머스 Z 공유편》 CF - 내레이션(성우)
- 2010년 현대자동차 《아반떼 숫자편》 CF - 내레이션(성우)
- 2010년 현대카드 《make break make 개미편》 CF - 내레이션(성우)
- 2011년 LG U+ 《4G 속도비교 박정현편》 CF - 내레이션(성우)
- 2011년 현대자동차 《신형 i30》 CF - 출연 겸 내레이션(성우)
- 2012년 삼성전자 《스마트 카메라》 CF - 내레이션(성우)
- 2012년 엠크라 《라디오 광고》 - 내레이션(성우)
- 2014년 글라소 《글라소 비타민워터 색다르게편》 CF - 출연 겸 내레이션(성우)
- 지마켓
- 유플러스존
- 프라이드
- 데미소다
- 리바트
- 아베오

## 사건사고

### 조PD & DJ Uzi와의 디스전
포워드와 버벌진트는 조PD와 DJ Uzi를 향한 디스곡 노자를 발표하였다. "노자"는 2000년에 발표되었으며, 이현도의 "흑열가", DJ Uzi의 "Uzi's Mind" 등의 가사를 패러디하면서 노골적으로 조PD와 DJ Uzi를 디스하였다. 이 곡에는 Lucy가 보컬을 담당하였으며, 그 당시 생소했던 다음절 라임을 선보여 많은 호응을 얻었다. Verbal Jint가 속해있던 3인조 그룹 "Dien Michel"의 "Movin' It"이라는 곡에도 "get out Uzi!"라는 가사가 들어있다.
한편 이에 대한 반격으로 DJ Uzi 역시 不以兵強天下라는 곡을 발표하였다. "졸개로는 천하를 강하게 만들 수 없다"는 뜻의 제목을 가진 이 곡은, DJ Uzi 외에 Deze, 현상 등이 참여하였다. 셋이 모두 소울 트레인 출신인 관계로, 이 디스전은 SNP와 소울 트레인의 싸움으로 비춰지기도 하였다. 버벌진트는 2008년 리드머와의 인터뷰에서 여전히 DJ Uzi에 대해서 완전히 좋게 생각하지는 않는다고 밝혔다. 이후 2012년 7월 힙합엘이 토크콘서트 무대에서 버벌진트는 4WD의 입장은 모르나 자신의 경우는 조PD에 대한 나쁜 감정이 있어서 그런 것은 아니었으며, 과거 SNP에 올린 자신의 자작곡에 대해 "조PD 같다"라는 팬의 '칭찬'을 계기로 자신은 조PD와 전혀 다르며 더 낫다는 것을 "과장되게" 표현한 한 방법이었다고 설명하였다.
2010년에 들어서 Verbal Jint는 조PD와 합동 앨범을 제안 받아 EP 2 tha Hard way를 작업, 둘의 관계를 디스 상대에서 파트너로 역전시켰으며, 합동 콘서트를 여는 것은 물론, 조PD의 레이블 브랜뉴 스타덤의 멤버로 활동하기도 하였다.

### 마스터플랜을 향한 디스
2001년 7월 발매된 데프콘의 EP "Straight from tha Streetz"의 수록곡 No Joke는 버벌진트와 한 곡으로, 클럽 마스터플랜을 디스하는 곡이다. 아이러니하게도 이 곡을 계기로 데프콘은 마스터플랜에 알려져 클럽 MP 무대에 서게 되고, 레이블이 된 후에도 계약을 맺어 활동하게 되었다. 버벌진트는 클럽 MP와 계약하진 않았지만, MP 공연/앨범에 참여하고 B-Boy Maximum 앨범에 참여하는 등 현재 좋은 관계를 유지하고 있다.

### Hiphopmind와의 디스전
힙합마인드는 2003년 1월 돌연 "Back with Diss pt.1"란 곡을 내고 버벌진트를 디스했었다. 이 곡은 버벌진트를 직접적으로 언급하지는 않지만 그가 그때까지 발표했던 곡들인 "To All the Hiphop Kids", "사랑해 누나", "Overclass" 등의 가사를 비꼬면서 노골적으로 VJ를 비난했다. 이후 Hiphopmind는 "One More to Go", "K.O."란 디스곡을 추가로 발표하였다.
이에 대한 반격으로 버벌진트는 "Do What I Do"란 곡을 발표하였다. 이 곡은 2004년 나온 MP 컴필 "Change the Game"의 수록곡이다. 가사 자체는 특정 인물을 향한 것 같지 않아서 그냥 보면 Hiphopmind를 염두에 두고 쓴건지 아니면 그냥 불특정 다수를 향한 건지 알 수 없으나, Verbal Jint가 직접 반격곡이라는 언급을 했었다. 실제 이 곡은 2003년에 만들어져 "2003 대한민국"이란 앨범에 수록될 예정이었으나 그 앨범이 무산되면서 "Change the Game"에 수록되었다.

### J Dogg와의 디스
2007년 9월 28일 라임버스의 멤버 J Dogg는 돌연 힙합플레이야에 버벌진트를 향한 디스곡인 "Entertainment"를 올렸다. 당시 버벌진트는 한 공연에서 "우리나라 힙합씬에도 이슈가 필요하다"라는 식의 발언을 하였다 (그 발언을 하면서 "'아'로 시작하는 속사포 래퍼"라는 표현으로 아웃사이더를 무시하는 듯한 언급으로 인해 조금 이슈가 되기도 했었다).
버벌진트는 12시간도 지나지 않아 이에 대한 반격곡 "Overclass 07 : Entertain Me"라는 곡을 발표했다. 첫 인트로부터 "C+ 드릴게요" 등등의 약올리는 대사와 "난 이 게임이 MJ와 채치수의 대결 쯤은 되는 줄 알았는데 소연이가 왜 있니"라는 아웃트로까지 약올리는 듯한 가사로 채워진 이 곡은, 나중에 버벌진트가 대충 작업한 거라고 밝혀 사람들 사이에서 'J Dogg를 일부러 무시하면서 약올린 것이다'고 말이 나오기도 했다.
3일 후 J Dogg의 반격곡 "Entertainment pt.2"가 올라왔다. pt.1에 비해 조금 더 부드러워진 분위기였으나 여전히 날카로운 어조를 유지했던 이 곡은 역시 이슈가 되었다. 사람들은 버벌진트의 디스곡을 기다렸으나 버벌진트는 힙합플레이야를 통해 "이런 거에 반격하는 건 시간 낭비다. 차라리 당신들이 나를 네이버에서 인물 검색 순위 1위로 만들어주면 디스하겠다"라는 말로 응했다. 몇몇 사람들이 이를 시도했으나 되진 않았고 결국 디스전은 이대로 끝났다. 버벌진트는 이후 인터뷰에서 "수준 낮은 상대가 시비를 걸면 듣고 평가하는 사람들에 의해 매장 당해야하는데 그 평가하는 질서가 형성이 되어있지 않다고 느꼈다"는 말을 했다.

### 산이(SAN E)의 디스
2008년 2월 2일 힙합플레이야 등의 인터넷 커뮤니티에 산이 (당시 랩 네임은 San)는 버벌진트 디스곡인 〈재밌쎄요〉를 올렸다. 루페 피아스코의 "Dumb It Down" MR을 이용해서 작업한 이 곡은 업로드 이후 힙합플레이야에서만 리플이 100여개 넘게 달리는 등 큰 반응을 얻었다. 버벌진트와 제이독과의 디스전에서 버벌진트가 사용했던 가사를 패러디하기도 했는데, 산이는 이 곡을 올리면서 절대 악감정 없이 재미로 버벌진트를 디스하는 것이라고 말하였다. 곡에서 랩이 끝나고 그저 장난이었다고 밝히기도 한다. 이후 버벌진트가 "친구의 말을 듣고 들으러 왔는데, 솔직히 좀 놀랐다"라는 리플을 직접 달아 더욱 화제가 되었으며, 산이는 "아 정말VJ님이셧으면 죄송해요 그냥전재미로"라고 댓글을 달기도 하였다. 이 디스곡을 계기로 산이는 버벌진트 및 동료 뮤지션들의 주목을 받았으며 결국 오버클래스의 멤버로 합류하고, 버벌진트의 《누명》 음반에 〈2008 대한민국〉 피쳐링으로 첫 데뷔를 하게 되었다.

### 배치기, UMC 비난
2009년에는 그와 Overclass가 음악취향 Y와의 인터뷰에서 배치기, UMC를 직접적으로 공격하였다. 사실 UMC와는 과거부터 간간히 서로 비난했지만, 버벌진트가 공식적인 자리에서 UMC의 이름을 말한 것은 처음이었다. 버벌진트는 UMC같은 랩퍼가 아직도 앨범을 내고 인기를 얻는 환경이 토나올 것 같다고 하면서 과거 UMC의 앨범을 쓰레기라고 말했다. 그리고 초인종 누르러 온 UMC한테 하도 네 네 거려서 퀸카 꼬시는 줄 알았다고 한다.. 이 인터뷰는 이후 Addsp2ch와 Swings 사이의 디스전이 벌어지는 계기를 만들었다. 이후 2012년 8월 《비틀즈 코드》에 MC 스나이퍼와 버벌진트가 함께 출연했는데, MC 스나이퍼는 "직접 만나서 얘기해보니까 개인의 의견을 피력한 것이기 때문에 왈가왈부할 수 있는 사항이 아니었다"라고 하였으며, 직접 만난 자리에서도 솔직하게 생각을 말해줘서 오히려 더 좋았다고 말하였다.

### 데프콘과의 갈등
Verbal Jint는 Defconn과 함께 팀을 이룰 정도로 친한 사이였으나, Defconn 3집 이후로 둘의 콜라보를 찾아보기 힘들었고, 리드머에서 이뤄진 인터뷰에서 Defconn이 '최근 들어 거의 연락을 못하였다'라고 말하여 둘의 사이가 소원해진 것이 알려졌었다. 그러던 중 2010년 3월 4집 《Macho Museum》으로 컴백한 Defconn은 미니홈피를 통해 Verbal Jint와의 사이가 매우 나빠졌음을 시사하였다. 이 일은 둘의 콜라보를 바라고 있던 팬들 사이에서 큰 이슈가 되었으며, 곧 데프콘은 싸이월드 미니홈피에 일이 너무 커져버렸으나 남이 된 것은 사실이라는 글을 남겼다. 이후 힙합플레이야에서 이뤄진 인터뷰에서, Defconn은 Verbal Jint와 모 방송국 대기실에서 만나서 오해를 풀었다고 전해와 이 일은 마무리되었다. 사건이 진행되는 동안 Verbal Jint 측의 공식적인 대응은 없었다. 2012년 7월 힙합엘이 토크콘서트 무대에 오른 버벌진트는 데프콘과의 사이에서 벌어진 일에 대해, 음악적인 작업을 하면서 서로 맞지 않는 무언가가 있었고 그것이 커지면서 서로 떨어지게 되었다며, 현재 별다른 감정은 없다고 하였다.

### 진실이 개, 말, 소된 페이지
2008년 4월 1일 버벌진트는 자신의 싸이월드 미니홈피를 통해 벙개송 "진실이 개, 말, 소된 페이지"를 발표했다. 이 노래는 실제로는 힙합씬의 수준 낮은 리스너들을 비판하는 곡이었으나, 제목 때문에 진실이 말소된 페이지를 디스하는 것이 아니냐는 의심을 받았다. 그리고 며칠 지나, 진실이 말소된 페이지의 손전도사의 네이버 블로그에서, 손전도사가 불편한 심기를 드러내는 글을 올려 이슈가 되었다. 이와 함께 그의 거만함을 지적하는 이들이 크게 늘어났다.
이 곡은 후에 "간보기 Intro"라는 제목으로 누명 간보기 앨범에 수록되었다.

### 음주운전 자백 논란
2016년 6월 19일 버벌진트는 자신의 음주운전 적발 사실 기사가 뜨기 전에 SNS에 먼저 자백하고 사과했다. 그러나, 바로 다음날인 20일 KBS 2TV 추적60분에서 음주운전의 심각성과 문제점을 경찰 음주운전 단속반과 함께 동행취재를 하고 있었는데, 취재진이 있던 음주 운전 단속현장에 버벌진트가 포착이 되면서 그 장면이 카메라에 모두 촬영이 되어 적발 사실 기사가 떴던 것이었다. 당시 제작진에 따르면 버벌진트는 벤틀리 차량을 운전하다가 적발된 것이라고 알려져 있었다. 그러나 음주 단속을 피하기 위해 우회를 시도했다가 취재진과 단속반에게 붙잡혔다. 앞서 버벌진트는 당시 혈중 알코올농도가 면허 100일 정지 수치인 0.067%에 나왔고 단속반과 취재진에게 집에서 맥주 세 캔 정도 마시고 술 사러 갔다오는 길이라 하며 음주운전은 처음으로 해봤고 집 근처인 1km라 가깝고 방심했던 사이라 대리 기사를 부르지 않았다 하면서 잘못 생각했던 것이라고 대답했다.

## 스타일
그가 앨범을 발표할 당시에는 마스터플랜 소속 아티스트들의 철학적인 가사들이 주를 이뤘으나, 그의 가사는 이해하기 쉬우면서도 내용을 해치지 않는 긴 길이의 라임이 들어가있어 많은 이들의 호응이 있었다. 특히, Overclass에서는 22음절 라임을 만들어, 2006년 P.Plant의 앨범에 참여한 UnBomber가 기록을 깨기 전까지 한국 최장의 라임으로 남아있었다. 그는 "How High School"의 가사를 쓰면서부터 한국말 라임의 가능성에 대해 고민하고 여러가지를 시도했다고 밝혔다.
현재 그의 랩 스타일은 다음절 라임에 치중하는 대신 좀 더 세련된 플로우의 랩을 선보이기 위해 노력하고 있으며, 스스로 자신을 "King of the Flow"라고 부르고 있다. 이와 함께, 이전보다 더욱 자신감이 넘치는 가사와 무대 매너를 선보이고 있다. 한편으로, 2010년 말부터 그의 활동은 보컬의 비중이 조금씩 늘어나, 미니 앨범 go easy 0.5의 경우는 수록곡 세 곡 중 두 곡이 보컬 곡이기도 하였다.